# (200108) 1995 UE39
(200108) 1995 UE39 es un asteroide perteneciente al cinturón de asteroides, descubierto el 22 de octubre de 1995 por el equipo del Spacewatch desde el Observatorio Nacional de Kitt Peak, Arizona, Estados Unidos.

## Designación y nombre
Designado provisionalmente como 1995 UE39.

## Características orbitales
1995 UE39 está situado a una distancia media del Sol de 2,573 ua, pudiendo alejarse hasta 2,925 ua y acercarse hasta 2,222 ua. Su excentricidad es 0,136 y la inclinación orbital 1,822 grados. Emplea 1508,35 días en completar una órbita alrededor del Sol.

## Características físicas
La magnitud absoluta de 1995 UE39 es 16,8.